# گیل لوین (مورخ هنر)
گیل لوین (انگلیسی: Gail Levin؛ زادهٔ ۱۹۴۸) مورخ هنر، زندگی‌نامه‌نویس، هنرمند آمریکایی و استاد برجسته تاریخ هنر، مطالعات آمریکایی، مطالعات زنان و مطالعات لیبرال در کالج باروخ و مرکز تحصیلات تکمیلی دانشگاه شهری نیویورک است. او کارشناس کارهای ادوارد هاپر، هنر فمینیستی، اکسپرسیونیسم انتزاعی، تأثیرات یهودی اروپای شرقی بر هنر مدرنیستی و هنر مدرنیستی آمریکایی است. لوین به‌عنوان اولین متصدی مجموعه هاپر در موزه ویتنی هنر آمریکایی فعالیت کرد.